# Obléhání Jeruzaléma (1099)
Obléhání Jeruzaléma v roce 1099 probíhalo od 7. června do 15. července a bylo ukončeno dobytím města křižáky, což znamenalo dosažení cíle první křížové výpravy.

## Předchozí události
Poté, co křižáci v červnu roku 1098 úspěšně obsadili Antiochii, zůstali zde již po zbytek roku. Městem se zatím přehnala epidemie, které podlehl také křižáky vážený papežský legát Adhémar z Le Puy a normanský šlechtic Bohemund z Tarentu si Antiochii začal nárokovat celou pro sebe. Na sever odtud na horním Eufratu zatím vznikl první z křižáckých států Hrabství Edessa, kde vládl Balduin z Bouillonu. Mezi křižáckými veliteli byly spory o to, kam táhnout dále. Znechucený Raimond IV. de Saint-Gilles odtáhl z Antiochie do pevnosti Ma'arrat al-Númán. Koncem roku se část rytířů a pěchoty rozhodla táhnout na Jeruzalém na vlastní pěst.

### Obléhání Akry
Koncem prosince 1098 a počátkem ledna 1099 Robert II. Normanský a Bohemundův synovec Tankred souhlasili, že se stanou vazaly Raimonda IV., který byl velmi bohatý a schopný se za podporu a služby náležitě odměnit.[zdroj?] Dolnolotrinský vévoda Godefroi z Bouillonu, který dostával podporu od svého bratra Balduina z Edessy, toto odmítl. Pátého ledna 1099 nechal hrabě Raimond rozebrat zdi pevnosti Ma'arrat a 13. ledna, bosý a oděný jako poutník, pokračoval v pochodu dále na jih následován Robertem III. a Tankredem. Křižáci táhli podél středomořského pobřeží a setkávali se jen s minimálním odporem. Místní rozbrobení arabštví emírové, kteří se navzdory seldžuckému vpádu hlásili k šíitskému vyznání i k fátimovskému chalífovi v Káhiře, nechtěli s evropským vojskem měřit své síly a souhlasili proto s placením tributu a uznání své lenní závislosti vůči křižákům. Také zdejší sunnité dali přednost vládě křižáků před vládou Fátimovců.
Raimond měl v plánu zmocnit se města Tripolis a vybudovat zde svůj stát po vzoru Bohemunda v Antiochii. Nicméně nejprve oblehl blízkou Arku. Mezitím se Godefroi z Bouillonu a Robert II. Flanderský, který se také nestal Raimondovým vazalem, spojili v Latakii a v únoru vypochodovali na jih. Bohemund z Tarentu se sice přidal k nim, ale rychle se zase stáhl do Antiochie. V té době také Tankred opustil Raimondovy služby a připojil se ke Godefroiovi. Další skupinu, která se přidala k lotrinskému vévodovi vedl Gaston IV. de Béarn.
Godefroi, Robert, Gaston a Tankred dorazili k Arkře v březnu a obléhání se vleklo dále. Situace byla napjatá nejen mezi křižáckými vůdci, ale také mezi duchovenstvem. Od smrti legáta Adhémara z Le Puy již nikdo neměl takovou autoritu, aby mohl být skutečným náboženským vůdcem výpravy. Také od té doby, co poutník Petr Bartoloměj v Antiochii objevil Svaté kopí znovu vyvstalo obvinění, že se jedná pouze o podvod. V dubnu tedy Arnoul des Rohes Petra vyzval, aby prokázal pravost relikvie tím, že s kopím v ruce projde ohněm, nechť rozhodne boží vůle. Petr Bartoloměj ordál skutečně podstoupil a na následky popálenin zemřel, čímž byla autorita kopí vážně zpochyběna a s ním i autorita Raimondova, který patřil mezi zastánce jeho pravosti.

## Obléhání Jeruzaléma

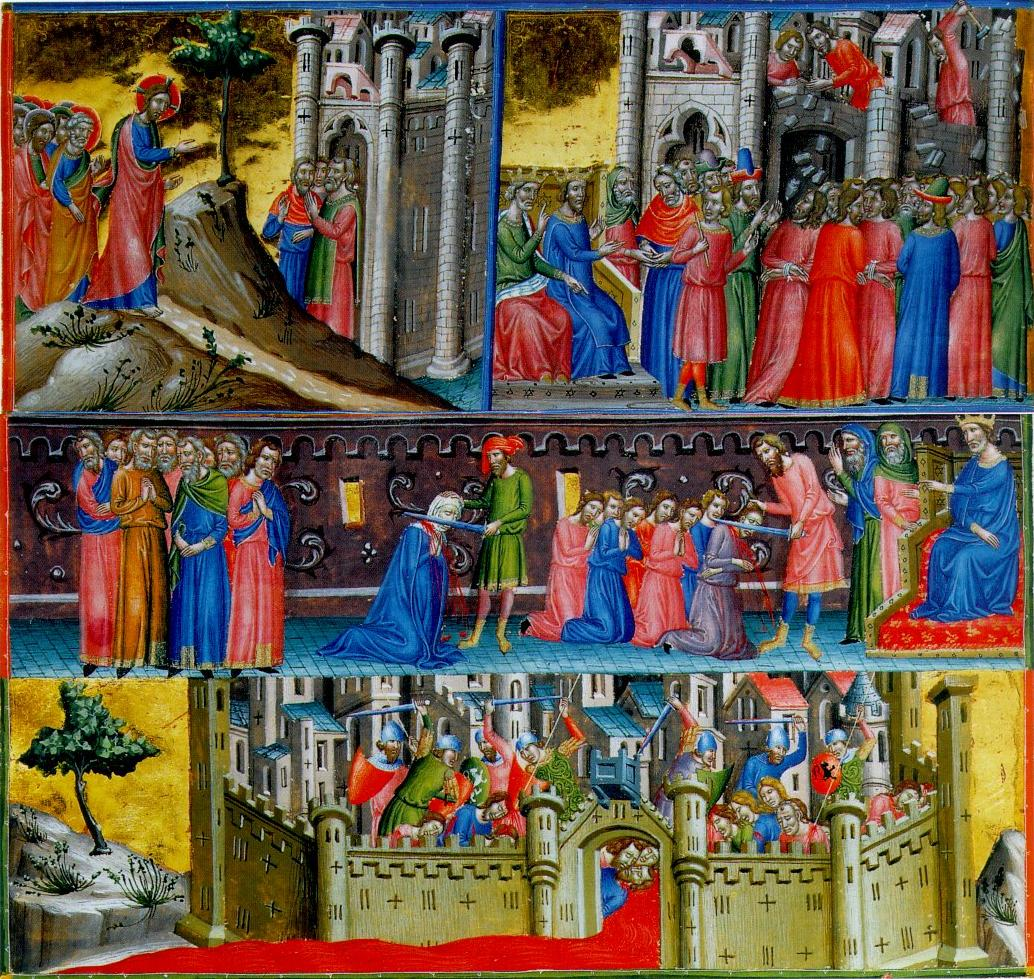
Dobytí Jeruzaléma

### Příjezd pod brány Svatého města
Obléhání Arky skončilo 13. května, aniž by křižáci něčeho dosáhli. Fátimovci se poté pokusili s křižáky vyjednat mír za podmínky, že Evropané nepotáhnou dále na Jeruzalém. Tato nabídka však byla křižáky zcela ignorována. Egyptský guvernér Iftichar ad-Dawla v Jeruzalémě nedokázal pochopit, proč křižáci do Palestiny vůbec přišli. Ještě 13. května bylo křižácké poselstvo přijato emírem v Tripolisu, který křižáky zásoboval penězi a koňmi. Poslové byli bohatstvím města naprosto ohromeni a po příjezdu zpět do tábora navrhovali, že by se město mělo přepadnout a požadovat výkupné. Podle kroniky anonymního autora Gesta Francorum tripolský emír slíbil konvertovat ke křesťanství pokud se křižákům podaří získat Jeruzalém od jeho fátimovských nepřátel. 

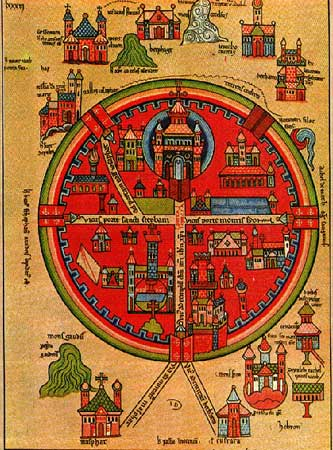
Jeruzalém v dobách křížových výprav (dobová miniatura z 12. století)

Evropané zatím táhli podél pobřeží stále na jih. 19. května minuli Bejrút, 13. května Tyros, kde se stočili do vnitrozemí a 3. června dosáhli Ramly. Město bylo nalezeno obyvateli zcela opuštěné, neboť ti před blížícími se dobyvateli prchli do hor. Křižáci město bez boje obsadili a před tím, než se vydali dále na Jeruzalém, zde vybudovali kostel sv. Jiří. 6. června Godefroi z Bouillonu odeslal Tankreda a Gastona, aby obsadili Betlém, kde Tankred z Chrámu Narození Páně vyvěsil svou standartu. 7. června se křižácké vojsko vydalo k dalšímu pochodu na Jeruzalém.
Situace jako při obléhání Antiochie, kdy obléhatelé v táboře trpěli více, než zásobení obránci ve městě, se měla opakovat. Jeruzalémský místodržící Iftichar ad-Dawla se na obléhání dobře připravil a nechal zasypat nebo otrávit všechny studny v okolí města a rozehnat dobytek. Dal také z Jeruzaléma vykázat téměř všechno potenciálně nebezpečné křesťanské obyvatelstvo. S přibližně dvanácti sty rytíři a dvanácti tisíci pěšími bojovníky Godefroi z Bouillonu, Robert II. Flanderský a Robert III. Normanský oblehli severní hradby až k Davidově věži, zatímco Raimond IV. obsadil oblast od Davidovy věže až k hoře Sion. Dne 13. června se křižáci odhodlali k frontálnímu útoku na hradby. Jejich bojové nadšení však nemohlo vyvážit nedostatečné vybavení pro obléhání města, a tak byli odraženi. Poté, co se první útok nezdařil, část křesťanů opustila ležení a odplula zpět do Jaffy. V horkém letním počasí a při nedostatku vody a jídla vypukl v táboře hladomor. Křižáci museli zásoby dopravovat z velké dálky a začali také shánět dřevo na stavbu obléhacích strojů. Dřeva však nebylo dostatek a v táboře stejně chyběli kvalifikovaní tesaři. Situace se však zlepšila, když na Blízký východ dorazila dlouho očekávaná flotila šesti janovských a čtyř anglických lodí se zásobami potravin, dřeva na obléhací zařízení i řemeslníky na palubě. Egyptské loďstvo poté námořní přístup do Jaffy uzavřelo, a tak byli námořníci nuceni připojit se k obléhání města. Křižáčtí velitelé si uvědomili, že Jeruzalém musí padnout brzy, neboť koncem června dorazily do tábora zprávy, že mohutná egyptská armáda slíbila Jeruzalému pomoc, a je již na pochodu.

### Bosý průvod

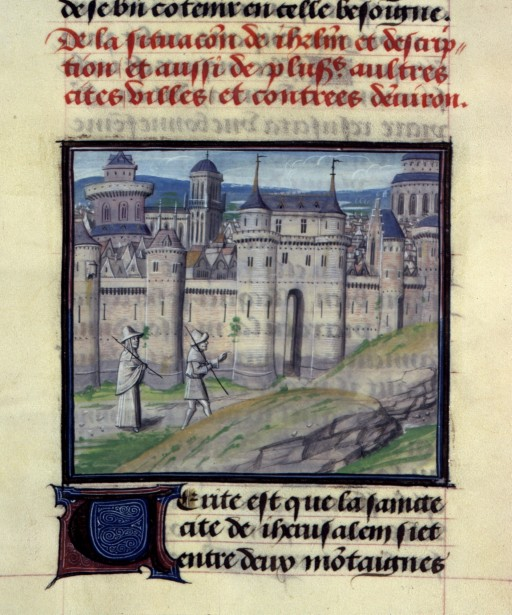
Jeruzalém

Tváří v tvář téměř nemožnému úkolu, začali někteří fanatičtí kněží prohlašovat, že je navštívil duch Adhémara z Le Puy, který jim nakázal, aby se křižáci po biblickém příkladu Jozueho obléhání Jericha postili a po tři dny bosí obcházeli jeruzalémské hradby. Podle těchto proroctví mělo město devátého dne padnout. Ačkoliv útočníci hladověli, přesto se 8. června průvod uskutečnil v čele s kněžími, kteří foukali na trumpety a zpívali žalmy, zatímco obránci se shromáždili na hradbách, aby toto divadlo, plni údivu a pobavení, sledovali. Zpívající procesí doprovázené posměšným křikem obyvatel na hradbách, dorazilo až na Olivovou horu, kde náboženští vůdci Petr Poustevník, Arnoul de Rohes a Raimond d'Aguilers začali s kázáním.

### Jeruzalém – konečný útok

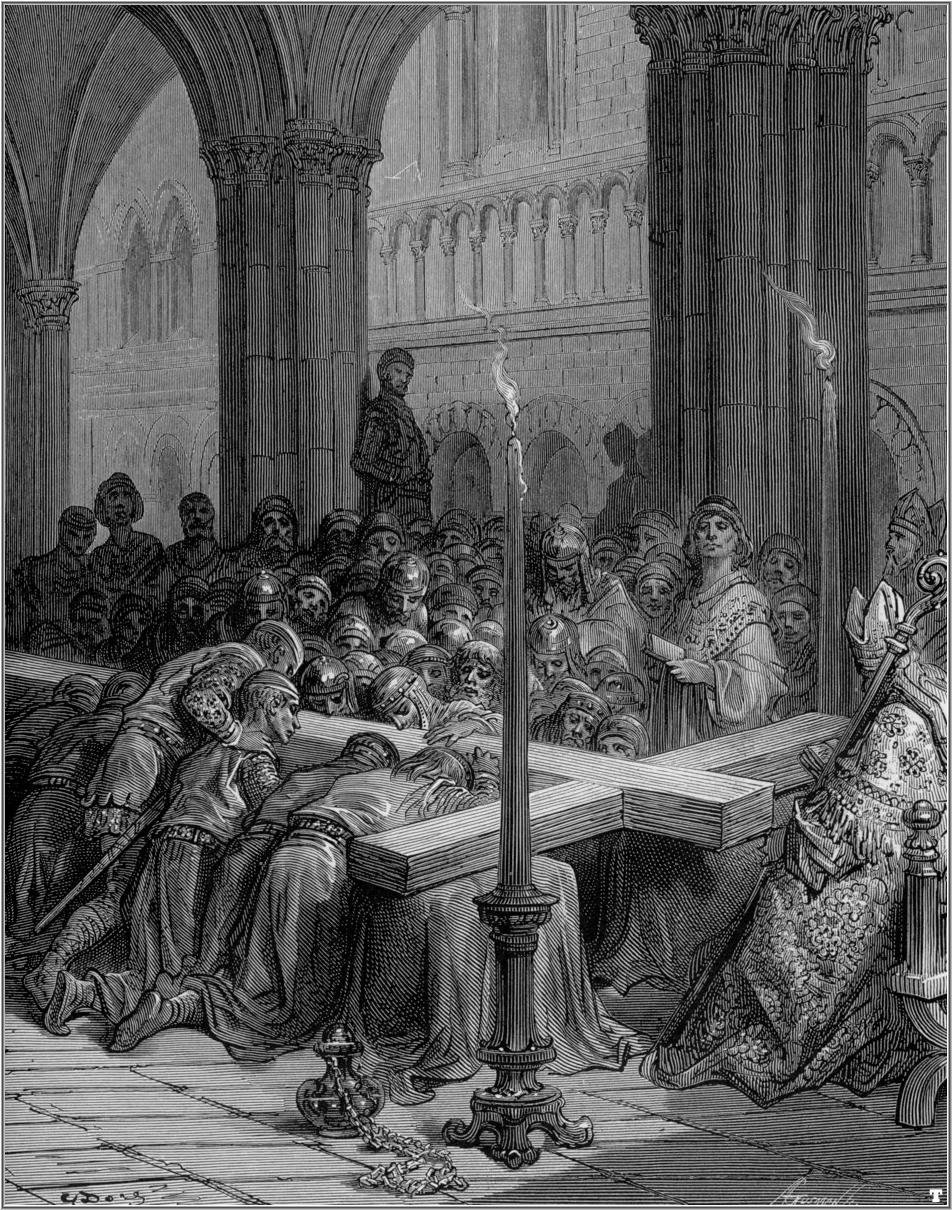
Křižáci objevili Pravý kříž

Během obléhání byly četné útoky na hradby obránci odraženy. Janovské oddíly vedené Guglielmem Embriacem předtím rozebraly své lodě, na kterých do Svaté země připluly. Z jejich dřeva poté Embriacovi muži sestrojili mohutné obléhací věže. Ráno 15. července dosáhla hradeb Godefroiova věž poblíž severovýchodní rohové brány a podle kroniky Gesta Francorum dva vlámští rytíři jménem Lethalde a Engelbert byli první, kdo vnikli do města, následováni Godefroiem, jeho bratrem Eustachem, Tankredem a jejich vojáky. Věž hraběte Raimonda de Saint-Gilles byla nejprve zastavena příkopem, ale ostatní křižáci pronikli do města a posádka střežící bránu se Raimondovi vzdala.

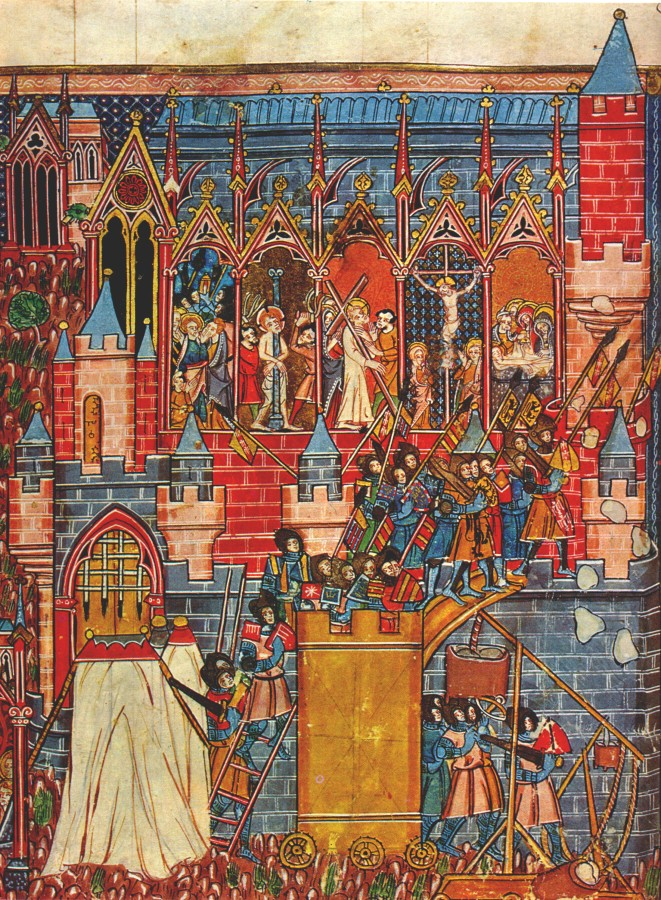
Dobytí Jeruzaléma

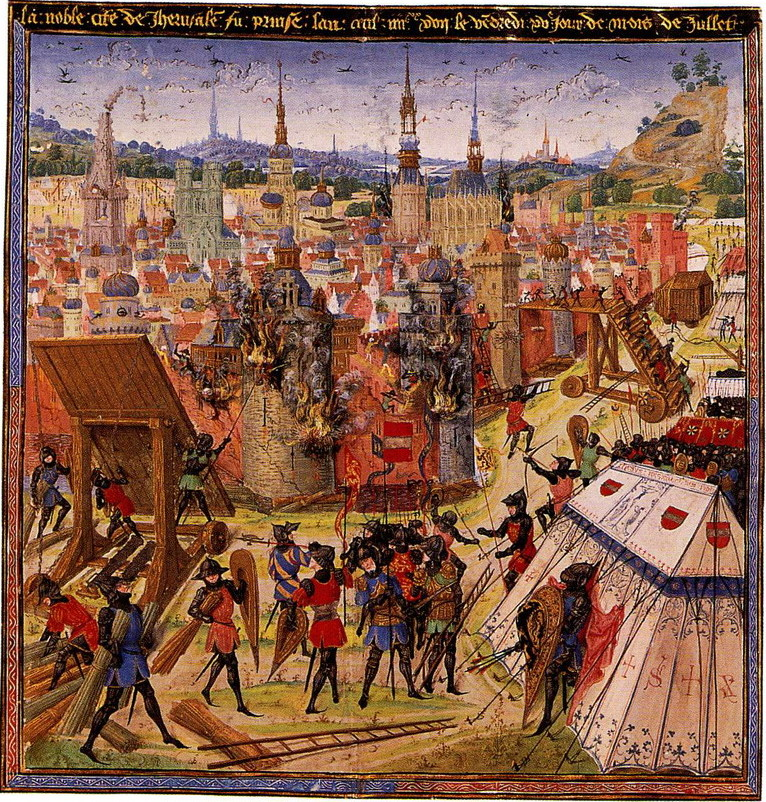
Dobytí Jeruzaléma

Jakmile křižáci prolomili vnější hradby a vnikli do města, začali okamžitě drancovat a vraždit, zabíjeli celé odpoledne, večer až do příštího rána. Muslimové, Židé i ten nevelký počet křesťanů, který ve městě zůstal, byli pozabíjeni bez rozdílu s nevybíravou krutostí. Mnozí muslimové hledali útočiště v Mešitě Al-Aksá, kde, podle Gesty Francorum „…bylo zabíjení tak obrovské, že naši muži brodili v krvi až po kotníky.“ Podle Raimonda d´Aguilers „muži jeli v krvi až po kolena a uzdy svých otěží.“ Arabský historik Ibn al-Athir popisuje křižácké řádění takto:"...povraždili však více než 70 000 lidí..."  Podle kroniky Ibn al-Kalanisiho židovští obránci města hledali bezpečí v synagoze, ale „Frankové jim ji zapálili nad hlavami.“ a zabili tak každého uvnitř. Křižáci poté kroužili kolem hořící budovy za zpěvu „Kriste, my zbožňujem tě!“ Tankred si poté začal nárokovat Chrámovou čtvrť v Jeruzalémě pro sebe a nabídl ochranu některým zdejším muslimům, avšak nemohl je ochránit před smrtí z rukou svých vlastních vojáků. Jeruzalémský guvernér se opevnil v citadele Davidovy věže, kde se následně vzdal Raimodovi de Saint-Gilles za podmínky, že on i jeho stráž bude dopravena do Askalonu.

## Důsledky

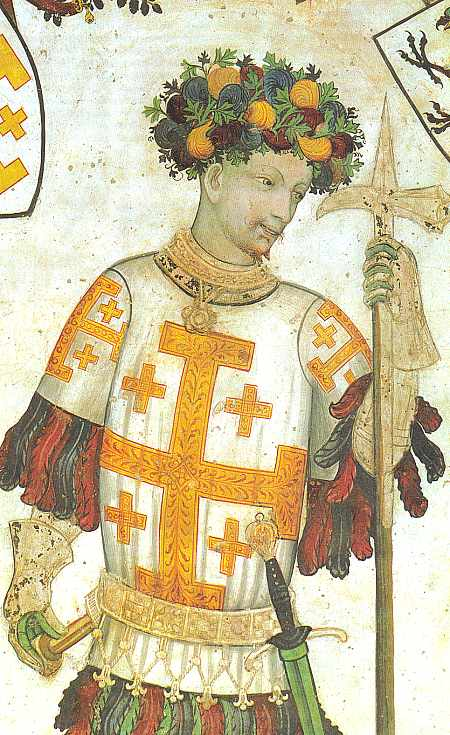
Godefroy z Bouillonu jako Ochránce Svatého hrobu

Poté, co byli obyvatelé města zmasakrováni, se 22. července Godefroi z Bouillonu stal Ochráncem Svatého hrobu, přičemž odmítl královský titul s odůvodněním, že nechce být král ve městě, kde zemřel Kristus a nikdo jiný by neměl nosit zlatou korunu, tam kde Ježíš nosil korunu z trnů. Hrabě Raimond de Saint-Gilles, kterému byl nejprve titul nabídnut, být králem odmítl a odjel z Jeruzaléma rozhořčen, že vládcem se stal Godefroi. Arnoul de Rohes se zatím 1. srpna stal prvním latinským patriarchou v Jeruzalémě a námitky řeckého ortodoxního patriarchy byly z velké části ignorovány. 5. srpna také Arnoul objevil ve městě relikvii Pravý kříž.
Jeruzalém se poté stal hlavním městem nového křižáckého Jeruzalémského království. Po Godefroiově smrti v roce 1100 se jeho bratr Balduin stal vládcem v Jeruzalémě a přijal již plný královský titul. Město začalo být znovu zalidňováno křesťany všech vyznání, ale Židé ani muslimové zde za vlády křižáků žít nesměli. Evropané poté udrželi Jeruzalém po dalších 88 let, kdy jej pro muslimy dobyl zpět sultán Saladin.